# Orlando Bianchini
Orlando Bianchini, soprannominato Orlandone (Roma, 4 giugno 1955), è un ex martellista italiano, quarto ai Giochi olimpici del 1984 di Los Angeles e medaglia d'argento ai Giochi del Mediterraneo del 1983 alle spalle di Giampaolo Urlando.
È stato vincitore di due titoli nazionali nel lancio del martello (uno assoluto ed uno invernale).

## Biografia
Vanta un primato personale di m 77,94 (che all'epoca fu anche record italiano), stabilito a Milano il 27 giugno 1984. Attualmente è un osteopata. Esercita a Roma.

## Palmarès
| Anno | Manifestazione          | Sede        | Evento              | Risultato | Misura  | Note |
| ---- | ----------------------- | ----------- | ------------------- | --------- | ------- | ---- |
| 1983 | Giochi del Mediterraneo | Casablanca  | Lancio del martello | Argento   | 68,58 m |      |
| 1984 | Olimpiadi               | Los Angeles | Lancio del martello | 4º        | 75,94 m |      |

## Campionati nazionali
- Oro ai Campionati italiani assoluti di atletica leggera, lancio del martello (1985)
- Oro ai Campionati italiani invernali di lanci, lancio del martello (1984)